# Vespicula
Vespicula is een geslacht van straalvinnige vissen uit de familie van napoleonvissen (Tetrarogidae).

## Soorten
- Vespicula bottae (Sauvage, 1878)
- Vespicula cypho (Fowler, 1938)
- Vespicula trachinoides (Cuvier, 1829)
- Vespicula zollingeri (Bleeker, 1848)